# Movierung
Movierung oder Motion (von lateinisch motio, von movere „bewegen“) bezeichnet in der Sprachwissenschaft (Linguistik) die Ableitung (Derivation) neuer Wörter aus bestehenden zur konkreten Angabe des biologischen Geschlechts (fachsprachlich Sexusdifferenzierung). Durch Movierung werden vor allem aus grammatisch maskulinen Personenbezeichnungen neue feminine Wortformen gebildet für weibliche Amts- und Berufsbezeichnungen, Titel, (Vor-)Namen und Tätigkeitsbezeichnungen (Nomina Agentis). Die Movierung von einer neutralen zur femininen oder maskulinen Form oder einer femininen zu einer maskulinen bzw. neutralen Form ist für Menschen selten – in der kleinen Gruppe der geschlechtsspezifischen Tierbezeichnungen ist sie häufiger zu finden (z. B. generisch die Katze = maskulin differenziert der Kater). Movierung als Mittel zur Wortbildung ist besonders im Deutschen und Niederländischen sowie in semitischen Sprachen möglich, im Französischen weniger und im Englischen kaum.
Im Deutschen spielen movierte Wortformen zur Bezeichnung weiblicher Personen eine prägende Rolle in der Anwendung von „geschlechtergerechter Sprache“ zum sprachlichen Ausdruck der Gleichstellung der Geschlechter, sowohl bei zweigeschlechtlichen Paarformen (Leser und Leserinnen) als auch in mehrgeschlechtlichen Kurzformen (Leser*innen).

## Deutsche Sprache
Das Deutsche ist eine Sprache mit auffällig weit verbreiteter Movierung; zu fast jeder maskulinen Personenbezeichnung kann eine spezifisch feminine Form gebildet werden – sofern es nicht bereits eine weibliche Bezeichnung gibt. So haben die meisten Verwandtschaftsbezeichnungen zwei eigenständige Formen für Männer und Frauen (Onkel und Tante, Neffe und Nichte).
In einigen Fällen wird auch von feminin zu maskulin abgeleitet (Witwe → Witwer). Die Movierung von Eigennamen folgt keinen einheitlichen Regeln. Für einige Bezeichnungen gibt es Beschränkungen der Movierung. Neben der Gruppe der Personenbezeichnungen gibt es bei den belebten Substantiven noch die Gruppe der Tierbezeichnungen, von denen einige auch moviert werden.

### Movierung von maskulin zu feminin

#### Angehängtes Suffix
Hauptsächlich werden feminine Formen abgeleitet von maskulinen Amts-, Berufs- und Tätigkeitsbezeichnungen (Nomina Agentis). Das für die Movierung zu einer femininen Bezeichnung meistverwendete Verfahren im Deutschen ist die Ableitung (Derivation) von einer Maskulinform mittels der Wortendung -in, die als spezielles Derivationsmorphem auch Movem genannt wird:
- Meister → Meisterin, vgl. meistern
- Bäcker → Bäckerin, vgl. backen
- Richter → Richterin, vgl. richten
- Wissenschaftler → Wissenschaftlerin
- König → Königin
- Agent → Agentin
- Informant → Informantin
- Astronom → Astronomin
- Direktor → Direktorin

Bis zum Ersten Weltkrieg 1914 wurde die Movierung als produktive Möglichkeit zur Bildung weiblicher Personenbezeichnungen kaum in Frage gestellt – bereits ab dem 16. Jahrhundert wurden sogar Titel wie Doktor und Magister moviert (→ Doktorin, Magisterin). Historisch waren viele mit der Endung -in ergänzte Funktions- und Berufsbezeichnungen zuerst aber nur auf die (gegebenenfalls mitarbeitende) Ehefrau des so tätigen Mannes bezogen: die Müllerin als Ehefrau des Dorfmüllers. Auch Titel und Familiennamen wurden so angepasst, mit Bürgermeisterin wurde die Ehefrau des Bürgermeisters angesprochen. Besonders produktiv waren Movierungen in der Zeit der Renaissance und des Barock, als zahlreiche substantivierte Adjektive und Partizipien mit -in oder -inn abgeleitet wurden. Einige Formen wie die Teutschin oder die Beklagtin (heute der/die Deutsche, Beklagte) überlebten nicht lange, ab 1774 sind im Grammatisch-kritischen Wörterbuch der Hochdeutschen Mundart von Adelung fast keine dieser movierten Formen mehr enthalten.
Erst in der zweiten Hälfte des 20. Jahrhunderts setzte sich der alleinige Bezug auf die Tätigkeit der Frau umfassend durch, vor allem als sich die vollwertige und unabhängige Berufstätigkeit von Ehefrauen allgemein verbreitete. In der DDR, in der berufstätige Frauen bereits 1949 üblich waren, trugen sie mit einem gewissen Stolz maskuline Berufsbezeichnungen, ohne verstärkten Wunsch nach femininen Bezeichnungsformen. Die Emanzipationsbewegung „des Westens“ fand dort keinen Widerhall, teils wurden westliche Einflüsse grundsätzlich abgelehnt und unterdrückt. 1989, kurz vor der Wiedervereinigung, lag der Anteil an beschäftigten Frauen in der DDR bei 92 %, in Westdeutschland bei nur 50 %. Bis heute ist die Aufnahme weiblicher Bezeichnungen in offizielle Kataloge und Förderprogramme umfassend angewachsen (vergleiche Soldatinnen in der Bundeswehr seit 2001, und Einfluss von Frauen auf Soldatensprache).

#### Angehängtes Suffix und Stammumlaut
In movierten Substantiven, insbesondere aus dem urdeutschen Erbwortschatz, steht häufig ein Umlaut im Wortstamm, der nicht immer auch im maskulinen Plural (Flexion) oder anderen Ableitungen (Derivation) vorkommt:
- E-Plural mit Umlaut
  - Arzt (Ärzte) → Ärztin (seltener Fall mit Umlaut im Anfangsbuchstaben, auch in anderen Ableitungen: ärztlich)
  - Koch (Köche) → Köchin (Verbwurzel ohne Umlaut: koch+en)
  - Anwalt (Anwälte) → Anwältin (kein Umlaut in anderen Ableitungen: anwaltlich)
  - König (Könige) → Königin (gemeinsamer „Umlaut“ ohne Verbwurzel)
- N-Plural ohne Umlaut
  - Graf (Grafen) → Gräfin (keine Verbwurzel)
  - Bauer (Bauern) → Bäuerin (keine Verbwurzel) – aber: 
Wagenbauer (—) → Wagenbauerin (Wurzel: bau+en)
- Null-Plural mit Stammumlaut
  - Bäcker (—) → Bäckerin (Umlaut in beiden Flexionsstämmen, aber nicht in der Wurzel: back+en)
  - Hörer (—) → Hörerin („Umlaut“ bereits in der Wurzel: hör+en)
  - Müller (—) → Müllerin (gemeinsamer „Umlaut“ ohne Verbwurzel)

#### Ersetzendes Suffix
In einigen regelmäßigen Fällen, darunter auch Lehn- und Fremdwörter sowie Herkunftsbezeichnungen, hat die maskuline Form ein Suffix, das bei der Movierung entfällt, was allerdings nicht so weitgehend ist wie beim Differenzialgenus in anderen Sprachen:
- Zeuge → Zeugin (regelmäßig bei Substantiven auf -e)
- Geselle → Gesellin
- Gatte → Gattin
- Geologe → Geologin
- Pole → Polin
- Franzose → Französin (Ausnahme mit Umlaut bei Herkunftsbezeichnung)
- Hase → Häsin (mit Umlaut)

Nomina Agentis zu Verben auf -ern wie zaubern bilden die männliche Personenbezeichnung auf -erer, Zauberer, und die weibliche auf -erin, Zauberin, und nicht etwa auf -ererin, *Zaubererin. Dieses Phänomen, bei dem der Teil nach dem auf -er endenden Wortstamm also entweder -er oder -in ist, wird häufig phonologisch als Haplologie erklärt, d. h. die Doppelsilbe -erer wird nur am Ende geduldet, ansonsten vor -in zu einem -er verkürzt: Es gibt dennoch Fälle, in denen die movierte Form auf die Buchstabenfolge ererin endet, darunter Herkunftsbezeichnungen wie Ibererin (dem ersten e entspricht hier ein langer und betonter Vokal, kein Schwa) und Fälle bei Stämmen auf -ier wie Lackiererin, bei denen das erste e die Länge des i signalisiert.
- Eroberer → Eroberin
- Herausforderer → Herausforderin
- Wanderer → Wanderin
- Abenteurer → Abenteuerin, neben Abenteurerin, aber nicht Abenteurin

#### Entlehnte alternative Suffixe
Es gibt einige fremde Movierungssuffixe, die beibehalten wurden:
- Steward → Stewardess
- Friseur → Friseuse → modern: Friseurin (auch: Dekorateurin, Ingenieurin, Konstrukteurin, Redakteurin, Regisseurin, Spediteurin;[8] aber siehe unten zu Diseuse, Souffleuse)
- Bachelor → Bachelorette (nicht beim akademischen Grad)
- Magister ↔ Magistra
- Latino ↔ Latina
- Prinz  → Prinzessin (von französisch princesse, deutsch Prinzeß + -in)
- Abt → Äbtissin (von kirchenlateinisch abbatissa + -in)

Teilweise dient aber die Verfügbarkeit zweier Formen zur Bedeutungsunterscheidung:
- Baron → Baroness (Baronstochter), Baronin (Baronsgattin)
- Masseur → Masseuse (Sexarbeiterin)[9] vs. Masseurin (Gesundheitsarbeiterin)[8]
- Diakon → Diakonisse (Diakonie-Tätige) vs. Diakonin (Amtsträgerin)

#### Komposita
Wird in Wortzusammensetzungen das rechte Teillexem geschlechtsspezifisch gewählt, wird dies nicht als Movierung bezeichnet. In einigen Fällen gab es auch historische Entwicklungen über movierte Formen hinweg:
- Kaufmann → Kauffrau (neben veraltet Kaufmännin) ↔ Kaufleute
- Edelmann → Edelfrau, Edeldame ↔ Edelleute
- Ratsherr → Ratsfrau (neben Ratsherrin) ↔ Ratsleute
- Hofherr → Hofdame (neben Hofherrin)

Einige veraltete Fälle bezeugen die Movierung des Wortes „Mann“:
- Landsmann ↔ Landsmännin (selten: Landsfrau) ↔ Landsleute
- Nebenmann ↔ Nebenmännin (andere Bedeutung: Nebenfrau)
- Amtsmann ↔ Amtsmännin → modern: Amtsfrau ↔ Amtsleute[11]

1989 ergab eine Datenbankauswertung im Bereich „deutsches Strafrecht“ 524 Fundstellen zu den Stichworten Wahlmänner, Obmänner, Ersatzmänner, Vertrauensmänner, Seemänner, Schiedsmänner, Kaufmänner. Im modernen Sprachgebrauch werden die meisten dieser Bezeichnungen gegendert:
- Feuerwehrmann → Feuerwehrfrau ↔ Feuerwehrleute (Feuerwehrkraft ↔ Feuerwehrkräfte)
- Vertrauensmann → Vertrauensfrau ↔ Vertrauensleute (Vertrauensperson ↔ Vertrauenspersonen)

#### Kurzwörter
Für einige Kurzwörter gibt es keine regelmäßig morphologisch gebildete geschlechtsspezifische Form, dennoch kommen im Sprachgebrauch spezielle Formen vor, manchmal scherzhaft, gelegentlich auch abwertend gemeint:
- Azubi (Auszubildender/Auszubildende) → Azubine (umgangssprachlich, scherzhaft, vergleiche Blondine)
- Hiwi (Hilfswissenschaftler) → Hiwine (etwa in Stellenangeboten: HiWine / HiWi (m/w/d))
- DJ (Discjockey) → DJane (vom weiblichen Vornamen Jane, wird als sexistisch kritisiert[13][14])

#### Feministische Kritik
Die feministische Sprachwissenschaftlerin Luise F. Pusch entwickelte seit den späten 1970er-Jahren Grundlagen für gendergerechte Sprache und tritt perspektivisch für die Abschaffung von femininen Bezeichnungen ein, die aus maskulinen abgeleitet werden; 2013 erklärte sie: „Ich habe schon immer ein Stufenmodell vorgeschlagen. Erst mal müssen wir die Frauen in die Sprache hineinbringen, am besten mit dem generischen Femininum, aber das Ziel sollte später die Abschaffung der Endung ‚-in‘ sein. […] Nach der Abschaffung des ‚-in‘ wollen wir zweitens das Neutrum für Personenbezeichnungen einführen. Wir hätten dann ‚die, der und das Professor‘. […] Systematisch ist die Endung ‚-in‘ also eigentlich nicht nötig“ (siehe auch Puschs Kritik am Genderstern).
Neben diesem reduktiven Vorschlag eines künstlichen Eingriffs ins Sprachsystem, um die Movierung zur Neutralisierung ganz abzuschaffen, wird mitunter auch gefordert – und von Pusch gebilligt –, die Movierung zur Hervorhebung um neue systematische Möglichkeiten zu erweitern, damit aus generischen, geschlechtsneutralen Bezeichnungen (Professor) neben spezifisch weiblichen (Professorin) auch spezifisch männliche Bezeichnungen (*Professoran, *Professoris, …) oder sogar spezifisch unbestimmte Bezeichnungen (*Professoron, *Professoril, *Professorens, …) moviert werden könnten.
Keiner dieser Vorschläge hat signifikante Akzeptanz oder Verbreitung gefunden, allerdings werden diese Ansätze unter den Schlagwörtern „Gendern 2.0“ und basisneutrales Gendern seit 2023 wieder breiter diskutiert.

### Movierung von feminin zu maskulin

#### Suffix
In einigen Fällen ist die feminine Form kürzer als die maskuline und gilt daher häufig als Grundform. Diese Wortbildungen sind kaum noch produktiv und führen in Einzelfällen zu einer Übergeneralisierung (Hyperkorrektur) analog zu maskulinen Nomina Agentis auf -er:
- Hexe → Hexer → *Hexerin (Hyperkorrektur zu hex+en)
- Witwe → Witwer → *Witwerin (Hyperkorrektur ohne Verbwurzel) ↔ Verwitwete

Es gibt in der Germanistik unterschiedliche Ansichten dazu, ob -er und -e hier gleichberechtigt nebeneinander stehende Derivationsmorpheme sind (wie dann auch -e und -in), ob -r ein sonst unübliches männliches Movem darstellt oder ob das reguläre -er hier eine spezielle Movierung auf -e aufweist.
Zu einigen femininen Berufs- oder Tätigkeitsbezeichnungen auf -e wird die morphologisch prinzipiell mögliche Movierung zur männlichen Form auf -er im Sprachgebrauch nicht akzeptiert.
Einige werden generisch, geschlechtsunabhängig, aber überwiegend herabsetzend gebraucht:
- Memme
- Waise
- Koryphäe
- Putze ← Putzhilfe (Kurzwort)
- Hete ← heterosexuelle Person (Kurzwort)

Wenige gelten sogar exklusiv für Männer, sind aber üblicherweise entmännlichend gemeint:
- Tunte, Tucke (biosemantisch männlich, soziosemantisch weiblich)

Die meisten sind hingegen geschlechtsabhängig:
- Amme (biosemantisch immanent weiblich)
- Nutte, Dirne (soziosemantisch immanent weiblich)
- Hure → *Hurer (selten und eher für Prostitutionskunden als für -anbieter, vgl. hur+en)
- Nonne (↔ Mönch)
- Base; Muhme, Tante (↔ Vetter; Oheim, Onkel: Verwandtschaftsbezeichnungen); Nichte (etymologisch verwandt mit Neffe[19])

Die Berufsbezeichnung Hebamme wurde in Deutschland nach der Öffnung für Männer 1987 umbenannt zu Entbindungspflegerin mit der maskulinen Entsprechung Entbindungspfleger – seit 2020 gilt die Berufsbezeichnung Hebamme auch für männliche Berufsangehörige, in Österreich gilt dies bereits seit 1993: eine männliche Hebamme (siehe Namensbildung von „Hebamme“).
Es gibt daneben einige etymologische Spezialfälle, u. a. in der Tierwelt:
- Nixe → Nix (neben Nöck, beides selten)
- Braut → Bräutigam ↔ Brautpaar
- Ente → Enterich (neben Erpel)
- Gans → Ganter, Gänserich
- Katze → Kater (veraltet auch Katzer, dazu Kätzin)

#### Rückbildung entlehnter Endungen
Einige aus dem Französischen stammende Bezeichnungen wurden zunächst nur für Frauen verwendet, aber auch zur maskulinen Form moviert:
- Diseuse → Diseur (Kabarettkünstler)
- Souffleuse → Souffleur (Vorflüsterer)

#### Komposita
Nur selten wird der Wortbestandteil -frau oder -dame in zusammengesetzten Wörtern direkt durch -mann oder -herr ersetzt:
- Hausfrau → Hausmann

Stattdessen werden für traditionell weibliche Berufe, insbesondere aus allen Bereichen der Care- bzw. Pflegearbeit, meist ganz neue Bezeichnungen gebildet, um sich auf alle Geschlechter beziehen zu können, und diese Formen werden teilweise weitergebildet zu geschlechtsneutralen Bezeichnungen:
- Putzfrau → Putzmann → Raumpfleger / Raumpflegerin (↔ Raumpflegekraft, Raumpflegepersonal, Reinigungskraft)
- Krankenschwester → Krankenpfleger / Krankenpflegerin (↔ Krankenpflegekraft, Krankenpflegepersonal)
- Kindermädchen → Babysitter, Aupair, Nanny (↔ Kinderpflegekraft, Kinderpflegepersonal, Haushaltshilfe)
- Vorzimmer-/Empfangsdame → Rezeptionist / Rezeptionistin

### Substantivierte Adjektive und Partizipien
Substantivierte Adjektive und Partizipien tragen Endungen wie normale Adjektive, aber es handelt sich hierbei um eine starke oder schwache Adjektivdeklination und nicht um die Movierung eines Substantivs. Der Unterschied ist im Einzelfall daran erkennbar, dass die maskuline Form nach dem bestimmten Artikel nicht auf -r endet:
- der Angestellte ↔ die Angestellte ↔ die Angestellten (schwache Deklination)
- ein Angestellter ↔ eine Angestellte ↔ einige Angestellte (starke Deklination)

Genauso werden gebildet:
- der/ein Grüne/-er ↔ die/eine Grüne ↔ die/einige Grünen/-e
- der/ein Deutsche/-er ↔ die/eine Deutsche ↔ die/einige Deutschen/-e
- der/ein Jugendliche/-er ↔ die/eine Jugendliche ↔ die/einige Jugendlichen/-e
- der/ein Studierende/-er ↔ die/eine Studierende ↔ die/einige Studierenden/-e

Beamter und Gesandter haben zwar die starken und schwachen Formen nebeneinander, die darauf hinweisen, dass sie ursprünglich Partizipien waren; sie bilden aber trotzdem movierte Formen:
- der/ein Beamte/-er ↔ die/eine Beamtin (neben Beamte)
- der/ein Gesandte/-er ↔ die/eine Gesandtin (neben Gesandte)

### Eigennamen
Auch in Vornamen finden sich häufig Movierungen, die aus verschiedenen Sprachen stammen und daher sehr verschiedene Ausprägungen annehmen, die sogar je nach Herkunft doppeldeutig sein können. Nur in manchen Fällen lässt sich zweifelsfrei eine einzige Ausgangsform bestimmen, von der die anderen abgeleitet wurden:
- Andrea ↔ Andreas, André (auch italienisch Andrea)
- Maria, Marie ↔ Mario, Marius
- Hermine ↔ Hermann
- Wilhelmine, Wilhelma ↔ Wilhelm
- Christiane, Christine ↔ Christian
- Erika ← Erik
- Svenja ← Sven
- Renée ← René
- Alexandra ← Alexander
- Heike ↔ Heiko

### Beschränkungen der Movierung
Grundsätzlich können nur geschlechtsspezifisch abgeleitete Wortformen gebildet werden, wenn es für das betreffende Geschlecht noch keine eigene Bezeichnung gibt. Vor allem Personenbezeichnungen mit Endungen wie -ling, -bold, -ian und -el werden im Deutschen im Regelfall nicht moviert; teils werden sie durch Alternativen ersetzt, beispielsweise 1971 in Deutschland der „Lehrling“ in der Ausbildung:
- der Lehrling → der/die Auszubildende, kurz: der/die Azubi
- der Flüchtling → der/die Geflüchtete oder der/die Geflohene

Die movierte Form die Gästin (von der Gast) ist heute „selten“, obwohl bereits im Mittelhochdeutschen belegt und auch im Deutschen Wörterbuch der Brüder Grimm verzeichnet (wie auch Engelin und Geistin). Der Online-Duden enthält seit Mitte 2021 einen ausführlichen Eintrag zu Gästin, die. Ein weiteres selten moviertes Maskulinum ist der Spitzel (→ die Spitzelin), während sich die Spionin bereits durchgesetzt hat.
Relativ neu sind feminine Ableitungen von englischen Wörtern wie Teenager → Teenagerin, obwohl das Ausgangswort im Englischen kein grammatisches Geschlecht hat. Umstritten sind ungebräuchliche Bildungen wie Fan → *Fanin oder Star → *Starin. In einigen Fällen blockiert ein bereits im Stamm vorhandenes in die Movierung und führt mitunter zu Alternativbildungen, bspw. der (Administrator →) Admin → die *Adminin, *Admine (→ Admininstratorin).
Es gibt einige Personenbezeichnungen mit femininem Genus, die geschlechtsneutral sind, indem sie sich gar nicht auf Geschlechtlichkeit beziehen, etwa Person, Geisel, Waise, Wache, Garde. Diese inhärent generischen Bezeichnungen müssen bei Bedarf mit einer attributiven Angabe zum Geschlecht ergänzt werden:
- eine männliche Person
- eine weibliche Geisel
- eine diversgeschlechtliche Waise (ggf. auch Waisenjunge / Waisenmädchen)

Das betrifft auch geschlechtsneutrale Rechtskomponenten wie -kraft, -hilfe oder -schaft, die grundsätzlich das Genus des Kompositums bestimmen:
- eine männliche Lehrkraft
- eine Pflegehilfe (m/w/d)
- eine weibliche Mannschaft (→ ein Frauenteam)

Außerdem können grammatisch sächliche Wörter nicht moviert werden und benötigen daher ebenfalls ein Attribut, sofern es sich nicht um ein Diminutivum mit feststehendem außersprachlichen Geschlecht handelt:
- ein männliches Individuum
- ein weibliches Exemplar
- ein Kind unbekannten Geschlechts
- ein ∅ Mädchen

In einigen Spezialfällen können prinzipiell movierbare maskuline Wörter ebenfalls nur mit einem Attribut verwendet werden, weil primär eine Rolle und keine Person bezeichnet wird, z. B. der weibliche Herr (nicht: die Herrin) oder die männliche Dame in gleichgeschlechtlichen Tanzpaaren, doch häufig werden stattdessen neutrale Alternativformulierungen gesucht, bspw. die Führende und der Geführte.
Standardsprachlich wird ausschließlich in Bezug auf den Sexus des Bezeichneten, nicht das Genus des Bezeichnenden moviert. Demnach wäre „die Gesellschaft ist Arbeitgeberin“ unidiomatisch, da eine rein juristische Person kein Sexusmerkmal besitzt. Insbesondere in der juristischen Fachsprache finden sich in der Sprachpraxis dennoch movierte Funktionsbezeichnungen (Eigentümerin, Klägerin), die sich auf ein unbelebtes Substantiv im Femininum beziehen, um eine Genuskongruenz herzustellen.

### Tierbezeichnungen
Für Haustiere und Nutzvieh sowie für das einheimische Jagdwild gibt es eigene, teils nur fachsprachlich verwendete Tierbezeichnungen für weibliche oder männliche sowie kastrierte Individuen und für die Jungtiere. Für wenige den Menschen nahestehenden Tierarten werden die jeweiligen Ausdrücke für das natürliche Geschlecht (Sexus) aus unterschiedlichen Wortwurzeln gebildet (fachsprachlich eine Suppletion). Für andere gibt es sexusspezifische Movierungen durch Endungen oder Wortzusammensetzungen.
Bezeichnungen aus unterschiedlichen Wortwurzeln finden sich nur für Nutztiere, teils auch für kastrierte männliche Tiere:

- das Rind → die Kuh ⚭ der Stier oder Bulle; Ochse (Jungtier: das Kalb)
- das Pferd → die Stute ⚭ der Hengst; Wallach (kastriert) (Jungtier: das Fohlen, das Füllen)
- das Schwein →  die Sau ⚭ der Eber; Borg (Jungtier: das Ferkel)
- das Huhn → die Henne ⚭ der Hahn oder Gockel (Jungtier: das Küken)

Bezeichnungen mit derselben Wortwurzel und movierter oder zusammengesetzter Form finden sich für mehrere nahestehende Tierarten:
- der Hund → die Hündin ⚭ der Rüde (Jungtier: maskulin der Welpe)
- die Katze → die Kätzin ⚭ der Kater (Jungtier: die Jungkatze, das Kätzchen, das Katzenjunge)[28]
- der Tiger → die Tigerin, das Tigerweibchen ⚭ das Tigermännchen (Jungtier: das Tigerjunge)
- die Taube → die Taube, Täubin ⚭ der Täuber oder Tauber, der Täuberich oder Tauberich (Jungtier: feminin die Jungtaube)
- die Pute → die Pute oder Truthenne ⚭ der Puter oder Truthahn (Jungtier: das Putenküken)
- die Maus → die Maus ⚭ der Mäuserich (entstammt Männernamen: Dietrich, Friedrich) (Jungtier: das Mäusejunge)
- die Ente → die Ente ⚭ der Erpel, der Enterich (Jungtier: das Küken, österreichisch das Entenjunge)
- das Reh → die Rehgeiß ⚭ der Rehbock (Jungtier: das Kitz)

Die meisten Tierbezeichnungen haben keine geschlechtsunterscheidende Formen, sondern werden mit einem Adjektiv ergänzt:
- eine weibliche Schlange (das Schlangenweibchen)
- ein männlicher Käfer (das Käfermännchen)

Bei größeren Tierarten ist die generische Bezeichnung eher maskulin, bei kleineren eher feminin, vermerkt der Grammatikduden von 2016.
Die Sprachwissenschaftlerin Luise F. Pusch merkte 1979 an, dass die geschlechterübergreifende Bezeichnung (als Archilexem) für Nutztiere sich anscheinend am nützlicheren Geschlecht ausrichte:
- die Kuh… Kühe steht für alle Hausrinder, während der Stier eine eigene Bezeichnung trägt (wie auch der Bulle, der Ochse)
- die Gans… Gänse wird als wichtiger angesehen und für alle Exemplare verwendet, während die Männchen nur eine movierte Bezeichnung erhalten: Gänserich oder Ganter

Bei den Raubtieren richte sich das Archilexem nach dem stärkeren Geschlecht, das schwächere werde moviert:
- der Löwe → die Löwin
- der Bär → die Bärin

Von Personenbezeichnungen unterscheiden sich einige Tiernamen, indem auch unmovierte feminine Bezeichnungen geschlechterübergreifend verwendet werden (generisch): Auch der Kater ist eine Katze und der Puter ist eine Pute (aber bei Menschen ist ein Witwer keine Witwe). Nur von wenigen solcher femininen Bezeichnungen gibt es Movierungen wie Kätzin, die das Geschlecht explizit festlegen; Ableitungen wie Giraffin oder Rättin sind morphologisch begründete Spontanbildungen, die nicht in Wörterbüchern verzeichnet sind.
Bei den meisten Wildtieren, die üblicherweise nicht als Haus- oder Nutztiere gehalten werden und den Menschen nicht nahestehen, gibt es nur eine generische Bezeichnung (der Panda, die Gazelle, das Kamel) und geschlechtsspezifische Formen werden üblicherweise durch Zusammensetzung gebildet:
- der Elefant → die Elefantenkuh ⚭ der Elefantenbulle
- die Giraffe → die Giraffenstute ⚭ der Giraffenhengst
- das Zebra → die Zebrastute ⚭ der Zebrahengst

## Andere Sprachen mit geschlechtsbezogenem Genus
Nur in wenigen Sprachen wird die Movierung in so großem Umfang durchgeführt wie im Deutschen. In den meisten anderen Sprachen, die eine Movierung kennen, bleibt diese auf eine sehr kleine Anzahl von Wörtern beschränkt. Im Folgenden werden in alphabetischer Reihenfolge einige Sprachen erläutert, die wie das Deutsche ein Genussystem besitzen, bei dem Wörter, die nur Frauen oder nur Männer bezeichnen, regelmäßig – aber nicht immer ausnahmslos – feminines beziehungsweise maskulines Genus haben (siehe Die Genera Maskulinum, Femininum, Neutrum, Utrum).

### Französisch
Die französische Sprache erbt die Movierung teilweise aus dem Lateinischen:
- ami (Freund) → amie (Freundin)
- paysan (Bauer) → paysanne (Bäuerin)
- coiffeur (Friseur) → coiffeuse (Friseurin)
- acteur (Schauspieler) → actrice (Schauspielerin)

Für Berufsbezeichnungen mit maskulinem Genus wurden in den 1980er Jahren feminine Movierungen vorgeschlagen: So sollen Berufsbezeichnungen, die auf -eur enden, stattdessen das Suffix -euse oder -trice erhalten, wenn Frauen gemeint sind: un animateur → une animatrice oder un vendeur → une vendeuse. Bei anderen Wörtern wird ein -e angehängt, wodurch sich die Schreibweise, nicht jedoch die Sprechweise ändert: un délégué → une déléguée. Bei anderen Wörtern soll das Genus geändert werden können, ohne dass die Sprech- und Schreibweise sich ändert: un architecte → une architecte. Frauen in besserverdienenden Berufen (métier „haut de gamme“) bevorzugen jedoch die männliche Berufsbezeichnung. Sowohl in Stellenausschreibungen als auch in der Presse findet die Femininform von gehobenen Berufen keine Anwendung – unabhängig vom Geschlecht der Person, die den Artikel geschrieben hat.
Eine Umfrage unter 102 Studierenden (82 Frauen und 20 Männer) an der Universität Lille ergab 1985, dass die Movierung von Endungen mit -eur auf Endungen mit -euse oder -eure unpopulär waren (etwa auteuse beziehungsweise auteure). Auch die Movierung auf -esse wurde mehrheitlich abgelehnt (mit Ausnahme des Wortes doctor → doctoresse). Den höchsten Zuspruch bekamen die folgenden weiblichen Berufsbezeichnungen: „weiblicher Artikel + männliches Substantiv“ (etwa une auteur) sowie „femme + männliches Substantiv“ (etwa femme auteur).
Auch im Französischen wurde die Berufsbezeichnung sage-femme (Hebamme) nicht als Ableitungsbasis für die männliche Bezeichnung genutzt, sondern eine neue eingeführt: accoucheur (Geburtshelfer). Von dieser wurde dann wiederum die neue weibliche Berufsbezeichnung abgeleitet:
- accoucheur (Geburtshelfer) → accoucheuse (Geburtshelferin)

Einige männliche Berufsbezeichnungen werden mit einer prestigereicheren Tätigkeit verbunden als ihre weibliche Entsprechung; in diesen Fällen werden die feminine Formen mit beruflichen Tätigkeiten verbunden, die nicht so viel Ansehen genießen und einen niedrigeren Status innehaben als die entsprechende männliche Bezeichnung:
- couturier (Modeschöpfer) → couturière (Schneiderin)

### Hebräisch
Die hebräische Sprache verwendet zur Movierung hauptsächlich die betonte Endung -a (geschrieben als He) und die Endung -t (geschrieben als Taw), letztere an unbetonter Endsilbe. Vor allem Partizipien erhalten meist das Taw. Viele Berufsbezeichnungen sind substantivisch gebrauchte solche Partizipien (Richter=Richtende/r, Organisator=Organisierende/r), besonders im modernen Hebräisch. Die Wortbildungsmuster zur Movierung sind im biblischen und modernen Hebräisch gleich:
- par (Stier) → para (Kuh)
- jeled (Kind) → jalda (Mädchen)
- talmid (Schüler) → talmida (Schülerin)
- schofet (Richter) → schofétet (Richterin)
- mitlammed (Lehrling) → mitlammédet (Lehrmädchen)

### Latein
In der lateinischen Sprache dominieren für Substantive, Adjektive und Partizipien zwei Arten der Deklination:
- o-Deklination für die Genera Maskulinum und Neutrum
- a-Deklination für das Genus Femininum

Zur Bildung des Partizip Perfekt Passiv ist das die einzige Möglichkeit; bei Substantiven und Adjektiven gibt es weitere Deklinationen. Einige Substantive der a-Deklination haben natürliches männliches Geschlecht und wenige der o-Deklination sind weiblich, sodass anders als im Deutschen in einer Nominalphrase das Genus der Adjektive mit dem Sexus des Kerns kongruiert, z. B. poeta bonus ‘guter Dichter’, humus bona ‘gute Erde’.
Die meisten Personenbezeichnungen weisen ein Differenzialgenus auf, welches durch Suffixe der a-Deklination weibliche und mit der o-Deklination männliche Bezeichnete markiert:
- fīlius (Sohn) – fīlia (Tochter)
- servus (Sklave) – serva (Sklavin)

Ausnahmen mit vom Standard der a-/o-Deklination abweichendem Genus sind beispielsweise:
- poeta – Dichter (m)
- agricola – Bauer (m)
- humus – Erdboden (f)
- virus – Gift (n), statt *virum im Nominativ Singular, aber weiterhin o-Deklination

Für männliche Nomina Agentis auf -tor gibt es die Möglichkeit, eine weibliche Form mittels Suffix -trīx zu bilden:
- genitor (Erzeuger) → genetrix (Erzeugerin)
- cantor (Sänger) → cantrīx (Sängerin)

Aus diesem Suffix entstand später die französische Nachsilbe -ice (etwa in actrice „Schauspielerin“), das italienische -ice (attrice), das spanische (heute unproduktive) -iz (actriz) oder das englische -ess (actress).

### Niederländisch
Die niederländische Sprache verwendet abhängig von der Form des Grundwortes drei verschiedene Nachsilben zur Movierung:
- koning (König) → koningin (Königin)
- speler (Spieler) → speelster (Spielerin)
- leraar (Lehrer) → lerares (Lehrerin)

Daneben wird bei Fremdwörtern meistens auch die ursprüngliche weibliche Nebenform übernommen, wenn nötig mit phonologischer Anpassung:
- politicus (Politiker) → politica (Politikerin)
- acteur (Schauspieler) → actrice (Schauspielerin)

### Rumänisch
Die rumänische Sprache benutzt vor allem die beiden Nachsilben -ă (aus dem Lateinischen ererbt) und -că (aus den slawischen Nachbarsprachen entlehnt) zur Movierung von weiblichen Bezeichnungen:
- vecin (Nachbar) → vecină (Nachbarin)
- țăran (Bauer) → țărancă (Bäuerin)

Für Tiere gibt es die Möglichkeit, Maskulina auf -oi zu movieren:
- vulpe (Fuchs, generisch) → vulpoi (Fuchs, männlich)

Davon wiederum kann mittels -că ein spezifisches Femininum moviert werden:
- vulpoi (Fuchs, männlich) → vulpoaică (Füchsin)

Das so entstandene Suffix -oaică dient manchmal auch zur Ableitung weiterer spezifisch femininer Wörter:
- nemț (Deutscher) → nemțoaică (Deutsche)

### Slawische Sprachen
Slawische Sprachen kennen mehrere Nachsilben zur Movierung von Bezeichnungen für weibliche Personen, etwa tschechisch:
- soused (Nachbar) → sousedka (Nachbarin)
- žák (Schüler) → žákyně (Schülerin)

Die beiden Suffixe {k} und {yn} können auch kombiniert auftreten:
- přítel (Freund) → přítelkyně (Freundin)

Für maskuline Nomina Agentis auf -ník gibt es das entsprechende feminine Suffix -nice:
- pracovník (Arbeiter) → pracovnice (Arbeiterin)

In einigen slawischen Sprachen werden außerdem Nachnamen von Frauen moviert. So endet der Nachname der Ehefrau oder der Tochter eines Mannes im Tschechischen meist auf -ová. Beispielsweise wird aus Janda durch Movierung Jandová. Im Sorbischen wird zusätzlich unterschieden zwischen Nachnamen verheirateter Frauen, die auf „-owa“ oder „-yna/-ina“ enden und Namen unverheirateter Frauen, die auf „-ec/-ic“ (obersorbisch) oder „-ojc“ (niedersorbisch) enden. So wird aus Brězan im Obersorbischen Brězanowa (Frau des Brězan) oder Brězanec (Tochter des Brězan).

## Sprachen ohne geschlechtsbezogenes Genus
Die folgenden Sprachen haben im Gegensatz zu denen im vorangegangenen Abschnitt entweder gar keine Genera oder solche, die nichts mit dem natürlichen Geschlecht von Personen zu tun haben-

### Chinesisch
Die chinesischen Sprachen movieren selten; normalerweise ist es im Kontext nicht erforderlich, eine Berufsbezeichnung für Frauen durch Movierung grammatikalisch zu markieren. Soll durch Movierung eine weibliche Entsprechung zu einer männlichen oder geschlechtslosen Bezeichnung gebildet werden, wird die Vorsilbe 女 ergänzt:
- 医生 (Arzt) →  女医生 (Ärztin)

Im Chinesischen gibt es nur einen Sonderfall zur Movierung für weibliche Berufstätige durch Verwendung einer Nachsilbe:
- 老板 (Betriebsinhaber) → 老板娘 (Betriebsinhaberin)

Der Ausdruck 老板娘 ist zweideutig und meint Arbeitgeberin oder die Ehefrau eines Arbeitgebers.

### Englisch
In der englischen Sprache ist Movierung von Personenbezeichnungen heutzutage unüblich. So ist das Wort teacher (Lehrer/Lehrerin) sowohl grammatisch wie auch von der semantischen Bedeutung her neutral und bezeichnet eine Person unabhängig von ihrem Geschlecht: she is a teacher. Einige Adelstitel und andere Bezeichnungen haben ihre historischen Movierungsformen bewahrt (teils dem Französischen entlehnt), werden aber nur geschlechtsspezifisch gebraucht:
- prince (Prinz) → princess (Prinzessin)
- duke (Herzog) → duchess (Herzogin)
- mister (Herr) → mistress (Frau, Herrin)
- abbot (Abt) → abbess (Äbtissin)
- hero (Held) → heroine (Heldin)

Bereits ab dem 13. Jahrhundert wurden verschiedene weibliche Formen mit -ess abgeleitet (teacher → teacheress; „Soldat“: soldier → soldieress), konnten sich aber zumeist nicht durchsetzen. Im 20. Jahrhundert wurden einige weibliche Ableitungen von Berufsbezeichnungen gebildet, obwohl das Ausgangswort keine spezifisch männliche Bedeutung hatte. So entstand neben dem weiterhin im geschlechterübergreifenden Sinne gebrauchten Ausdruck eine geschlechtlich markierte Form, die auch einen Unterschied im sozialen Status andeuten konnte. Ab den 1970er-Jahren wurden diese weiblichen Sonderformen auch zunehmend als abwertend kritisiert und ihr Gebrauch geht seitdem zurück; sie gelten als veraltet (vergleichbar Friseuse im Deutschen). Viele aktuelle englischsprachige Styleguides lehnen solche movierte Formen ab und verwenden das Ausgangswort in neutraler Bedeutung:
- actor (Schauspieler/Schauspielerin) → actress
Der Styleguide des Guardian 2015: “Use for both male and female actors; do not use actress except when in name of award, eg Oscar for best actress. The Guardian’s view is that actress comes into the same category as authoress, comedienne, manageress, ‘lady doctor’, ‘male nurse’ and similar obsolete terms that date from a time when professions were largely the preserve of one sex (usually men).”[37]
- waiter (Kellner/Kellnerin) → waitress
- steward (Flugbegleiter/Flugbegleiterin) → stewardess
- priest (Priester/Priesterin) → priestess

Zwar sind Formen auf -ess auch für weitere Personenbezeichnungen möglich, gelten jedoch als scherzhaft, spöttisch oder abwertend: professor → professoress.
In seltenen Fällen, und dann oft ironisch, wird die Movierung auch im Englischen mit der französischen Nachsilbe -ette vorgenommen (vergleiche Suffragette):
- major → majorette
- bachelor → bachelorette (Junggesellin, vergleiche Die Bachelorette)
- undergraduate → undergraduette (ironisch im Krimi Aufruhr in Oxford von 1935)

Es ist nur eine Movierung von einer weiblichen Bezeichnung zur männlichen Form bekannt:
- widower ← widow (vergleiche deutsch Witwer von Witwe)

### Nordgermanische Sprachen
Die nordgermanischen Sprachen movieren sehr selten; so gibt es etwa (mit Ausnahme des Schwedischen) keine speziell weiblichen Bezeichnungen für Staatsangehörigkeiten:
- dänisch: islænding (Isländer/Isländerin)
- norwegisch: islending
- isländisch: Íslendingur

Allerdings gibt es einige Movierungen älterer Herkunft in den skandinavischen Sprachen, die aus dem Niederdeutschen übernommen wurden:
- dänisch: ven (Freund) → veninde (Freundin)
- norwegisch: venn   →   venninne

In der isländischen Sprache ist eine solche Movierung nicht möglich; stattdessen wird mit kona (Frau) eine Zusammensetzung gebildet:
- isländisch: vinur (Freund) → vinkona (Freundin)

#### Schwedisch
Die schwedische Sprache moviert bei  Personenbezeichnungen nur, wenn eine spezielle Movierungstradition besteht:
- vän (Freund) → väninna
- värd (Wirt) → värdinna (aber: granne „Nachbar/Nachbarin“, fiende „Feind/Feindin“)

Bei einigen Tierbezeichnungen:
- hund (Hund) → hynda

Nur sehr selten wird moviert bei Berufsbezeichnungen:
- lärare (Lehrer) → lärarinna (nur in historischen Kontexten)
- biskop (Bischof) → biskopinna

Der Gebrauch der weiblichen Movierungsformen bei Berufsbezeichnungen gilt im Schwedischen als veraltet. Das Mittel der Wahl für eine geschlechtergerechte Sprache ist im Schwedischen nicht Ausgleich/Feminisierung, sondern Neutralisierung.
Historisch existieren im Schwedischen auch weitere Formen der Movierung:
- prost (Pfarrer) → prostinna (Pfarrersfrau)[39]

### Tamil
Die dravidische Sprache Tamil (im südindischen Bundesstaat Tamil Nadu und im Norden von Sri Lanka) hat für viele Personenbezeichnungen eine männliche, eine weibliche und eine generische, also geschlechterübergreifende Form, wobei die letztere zugleich respektvolle Distanz ausdrückt:
- tōḻaṉ (Kamerad) ↔ tōḻi (Kameradin) ↔ tōḻar (Kamerad/Kameradin)
- māṇavaṉ (Student) ↔ māṇavi (Studentin) ↔ māṇavar (Student/Studentin)
- aracaṉ (König) ↔ araci (Königin) ↔ aracar (König/Königin)

Andere Personenbezeichnungen haben diese Unterscheidung nicht oder nur teilweise.
Bei Pronomina und finiten Verbformen wird für alle Personenbezeichnungen dieselbe Unterscheidung männlich/weiblich/respektvoll-generisch gemacht, unabhängig davon, ob das Substantiv mehr als eine Movierungsvariante hat. Die dabei verwendete Form bezeichnet das Geschlecht der bezeichneten Person beim jeweiligen Gebrauch und ist nicht dem Wort fest zugeordnet wie es bei einem grammatischen Genus der Fall wäre. Es kann also durchaus vorkommen, dass ein generisches Pronomen im Zusammenhang mit einem männlich oder weiblich movierten Substantiv auftritt, etwa wenn zugleich das Geschlecht und die respektvolle Distanz ausgedrückt werden soll.